# Rix (Nièvre)
Rix település Franciaországban, Nièvre megyében. Lakosainak száma 153 fő (2022. január 1.). Rix Ouagne, Clamecy, Breugnon és Villiers-sur-Yonne községekkel határos.

## Népesség
A település népessége az elmúlt években az alábbi módon változott:
| Lakosok száma | 164  | 155  | 158  | 159  | 161  | 159  | 157  | 155  | 153  |
|               | 2013 | 2015 | 2016 | 2017 | 2018 | 2019 | 2020 | 2021 | 2022 |